# P☆MIXタッグ王座
P☆MIXタッグ王座（ピー☆ミックス・タッグおうざ）は、みちのくプロレス、格闘探偵団バトラーツ、アルシオンが管理、認定していた王座。

## 歴史
2000年、男女混合タッグ王座として創設。6月29日、みちのくプロレス、格闘探偵団バトラーツ、アルシオンによる合同興行の後楽園ホール大会で開催された「P☆MIX GRAND PRIX」に優勝したグラン浜田&浜田文子組が初代王者になった。

## 歴代王者
| 歴代 | タッグチーム        | 獲得日付      | 獲得場所 （対戦相手・その他） |
| ---- | ------------------- | ------------- | ----------------------------- |
| 初代 | グラン浜田&浜田文子 | 2000年6月29日 | 後楽園ホール 対戦相手不明     |